# 복내면
복내면(福內面)은 대한민국 전라남도 보성군의 면이다.

## 행정 구역
- 계산리(桂山里)
- 동교리(東橋里)
- 반석리(盤石里)
- 복내리(福內里)
- 봉천리(鳳川里)
- 시천리(詩川里)
- 용동리(龍洞里)
- 용전리(龍田里)
- 유정리(楡亭里)
- 일봉리(日鳳里)
- 장천리(獐川里)
- 진봉리(眞鳳里)